# 劉文琦
劉文琦（？—？），字德華，號翼白，四川顺庆府西充县人，明朝政治人物。

## 生平
读书于县东三十里之金子山。万历二十九年（1601年）辛丑科進士，户部觀政，任麻城令，清里甲，慎讼狱，惩叛仆，民俗为之一变。清廉爱民，尊贤禮士，贤聲内聞，丁憂歸。服闋，三十七年起補宁晋知縣，三十八年行取入部，擢授刑部山西司主事，三十九年調任工部都水司主事，時建造大殿，管搭棚工用木。四十年升员外郎。四十六年起補刑部山東司员外郎，升郎中，四十七年出知陕西巩昌府。天启二年（1622年）升陕西按察司副使，分守关西道，四年晉本省右参政。后復出守河南大梁道。麻城人思之，请祀名宦，立碑纪德。

## 家族
曾祖劉廷秀。祖父劉佳。父刘启周，號斗隅，万历十三年（1585年）乙酉科解元，官長沙府同知。母馬氏，封太宜人。